# Camillina isabela
Espèce
Camillina isabela est une espèce d'araignées aranéomorphes de la famille des Gnaphosidae.

## Distribution
Cette espèce est endémique des îles Galápagos. Elle se rencontre sur Isabela, Española, Floreana, San Cristóbal et Santa Cruz.

## Description
La femelle holotype mesure 5,61 mm.

## Publication originale
- Platnick & Murphy, 1987 : Studies on Malagasy spiders, 3. The zelotine Gnaphosidae (Araneae, Gnaphosoidea), with a review of the genus Camillina. American Museum novitates, no 2874, p. 1-33 (texte intégral).